# Fez (település)
Fez vagy Fès (arabul فاس , berberül ⴼⴰⵙ) város Marokkóban; az ország harmadik legnagyobb városa. Lakosainak száma meghaladja az egymillió főt. A Középső-Atlasz nyugati peremén, 410 m tengerszint feletti magasságon fekszik. Évszázadokon keresztül az ország szellemi, kulturális és vallási központja, 1912-ig a királyság fővárosa volt. Óvárosa, Fez el Bali 1981 óta világörökségi helyszín.

## Éghajlata
| Hónap                         | Jan. | Feb. | Már. | Ápr. | Máj. | Jún. | Júl. | Aug. | Szep. | Okt. | Nov. | Dec. | Év   |
| ----------------------------- | ---- | ---- | ---- | ---- | ---- | ---- | ---- | ---- | ----- | ---- | ---- | ---- | ---- |
| Rekord max. hőmérséklet (°C)  | 25,0 | 30,5 | 33,3 | 37,0 | 40,8 | 44,0 | 46,7 | 44,4 | 41,7  | 37,5 | 31,2 | 27,0 | 46,7 |
| Átlagos max. hőmérséklet (°C) | 15,1 | 16,5 | 18,3 | 19,7 | 23,9 | 28,5 | 33,9 | 33,8 | 30,4  | 24,7 | 19,3 | 15,7 | 23,4 |
| Átlagos min. hőmérséklet (°C) | 3,7  | 5,0  | 5,9  | 7,6  | 10,2 | 13,4 | 16,7 | 17,0 | 15,0  | 11,4 | 7,7  | 4,6  | 9,9  |
| Rekord min. hőmérséklet (°C)  | −8,2 | −4,9 | −2,5 | −0,5 | 0,0  | 4,9  | 8,5  | 9,2  | 5,9   | 0,0  | −1,4 | −5,0 | −8,2 |
| Átl. csapadékmennyiség (mm)   | 72   | 100  | 94   | 88   | 53   | 24   | 3    | 4    | 17    | 62   | 89   | 85   | 692  |
| Forrás: Hong Kong Observatory |      |      |      |      |      |      |      |      |       |      |      |      |      |

## Története
Fezt Idrísz ibn Abdalláh ibn al-Haszan, az Idríszida-dinasztia első uralkodója alapította 789-ben az azonos nevű folyó partján, amely a közelben a Szebu folyóba ömlik. Fia, II. Idrísz 809-ben újabb települést hozott létre a Fez folyó másik partján, amely gyors fejlődésnek indult. Fez környéke gazdag víz- és termálforrásokban. A város fejlődésének kedvezett, hogy a Földközi-tengertől Afrika belsejébe vezető karavánút mellett helyezkedik el. A rövid ideig tartó Idríszida uralom után a város fejlődése megtorpant. 1276-ban egy új városrész alapításával a Marinida szultánok tették meg székvárosukká Fezt. Az elválasztó városfalak lerombolásával egyesítették Fez el Balit, az idríszida óvárost és az újonnan alapított Fez Dzsedid-et.
1522-ben földrengés rombolta le az épületek nagy részét.

## Közlekedés
Nemzetközi repülőtere a Fez-Szájisz repülőtér.

## Fő látnivalók
- Bou Inania medresze
- Al-Attarine medresze
- Al Quaraouiyine Egyetem
- Zaouia Moulay Idriss II
- Dar al-Magana
- Ibn Danan Zsinagóga